# Laigueglia
Laigueglia és un comune italiana de la província de Savona, regió de Ligúria, amb 1.956 habitants.

## Geografia física

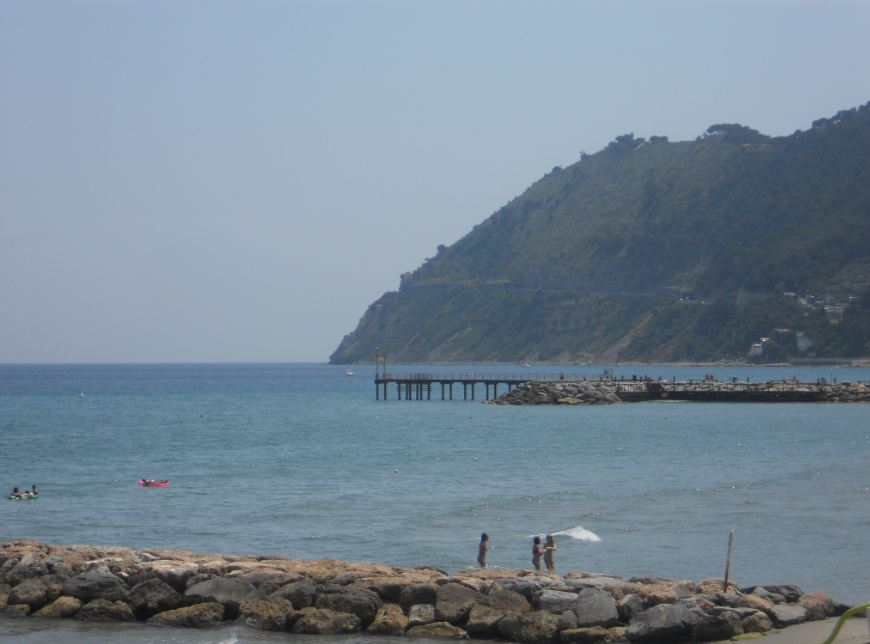
El promontori de Cap Mele

Laigueglia és un petit poble costaner, igual que molts altres de Ligúria, envoltat per les ciutats de Alassio i Andora i el mar de Ligúria, a l'est. S'estén al llarg de la costa de la Riviera Ligure di Ponent, a la Badia del Sol, delimitada entre el Cap de Santa Croce i Capo Mele. Per la superfície territorial - 2,72 quilòmetres ² - és l'entitat municipal més petita de la província de Savona.

## Història

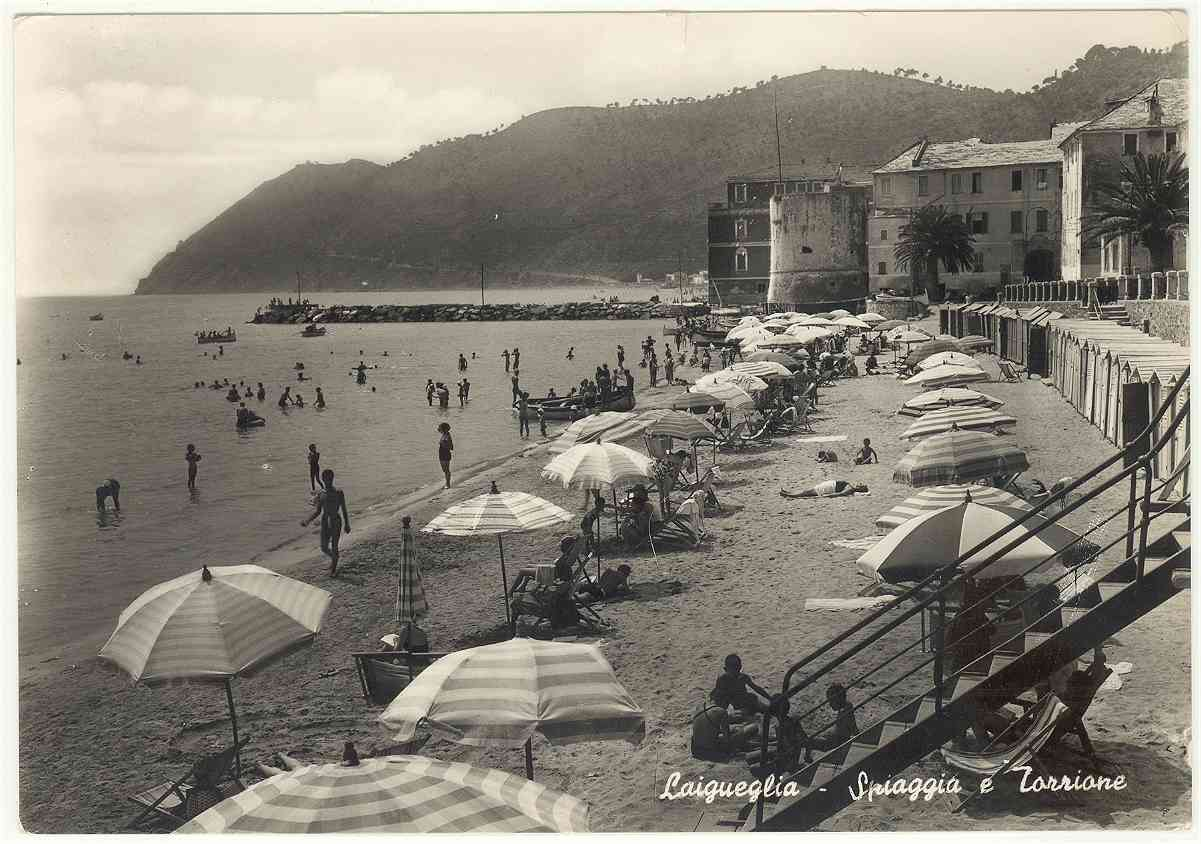
Laigueglia a una foto de la meitat del Novecento

Segons alguns supòsits històrics l'origen del terme Laigueglia derivaria del nom Aquilia, aquest darrer derivat de l'ensenya de les legions de l'Imperi Romà -l'àguila- que creuaven aquest tram de la Ligúria occidental al llarg de la via Iulia Augusta. En canvi, els primers testimonis escrits sobre el territori Laigueglia són del segle XII quan, després haver format part del Comtat d'Albenga, el feu va signar el 1191 un jurament de lleialtat a la República de Gènova, pel que, la gestió administrativa, econòmica i jurídica de la localitat va quedar sota la potestat Gènova.
El territori de Laigueglia, poblat principalment per pescadors, va patir una forta immigració d'habitants catalans, entre els segles xii i XIII, que s'hi van establir amb les seves famílies, contribuint a la ja existent recol·lecció local del corall al llarg de tot el promontori de Capo Mele. Al llarg del segle xv i el següent, la població costanera va conèixer una creixent activitat lligada a la navegació i al comerç i, per tant, sovint era presa d'atacs de pirates, com en efecte va succeir en molts llocs de la costa de Ligúria.
Entre els desembarcaments més atroços hi ha els duts a terme per l'Almirall turc Dragut i per Khayr Al Din, anomenat Barba-rossa. Aquest últim almirall al servei de l'emperador Solimà, va atacar l'indefens poble de Laigueglia en el curs del 1543 sotmetent el poble a un furiós canoneig des del mar; fins que els vaixells genovesos van poder arribar i van perseguir la flota turca, mentre que els habitants ja havien fugit refugiant-se als turons a l'interior del país. el desembarcament a terra va ser en canvi més afortunat per a Dragut, el 1546, que va saquejar el poble prenent un bon nombre d'ostatges entre la població desarmada: només la intervenció del capità Giulio Berno d'Alassio va poder portar l'episodi piratesc, a un epilog menys tràgic.

## Evolució demogràfica
| Gràfica d'evolució de Laigueglia entre 1861 i 2011 |
|                                                    |
| Font ISTAT - elaboració gràfica de Wikipedia       |

## Esports
La vila acull des de 1964 el Trofeu Laigueglia, una cursa ciclista en línia d'un sol dia en què han vençut corredors com Eddy Merckx, Roger De Vlaeminck, Giuseppe Saronni, Lance Armstrong, Johan Museeuw, Michele Bartoli, Filippo Pozzato o Alessandro Ballan.

## Agermanaments
- Höhr-Grenzhausen, Alemanya, des del 1972
- Semur-en-Auxois, França, des del 2000
- La Thuile, Vall d'Aosta, des del 2013

## Galeria d'imatges

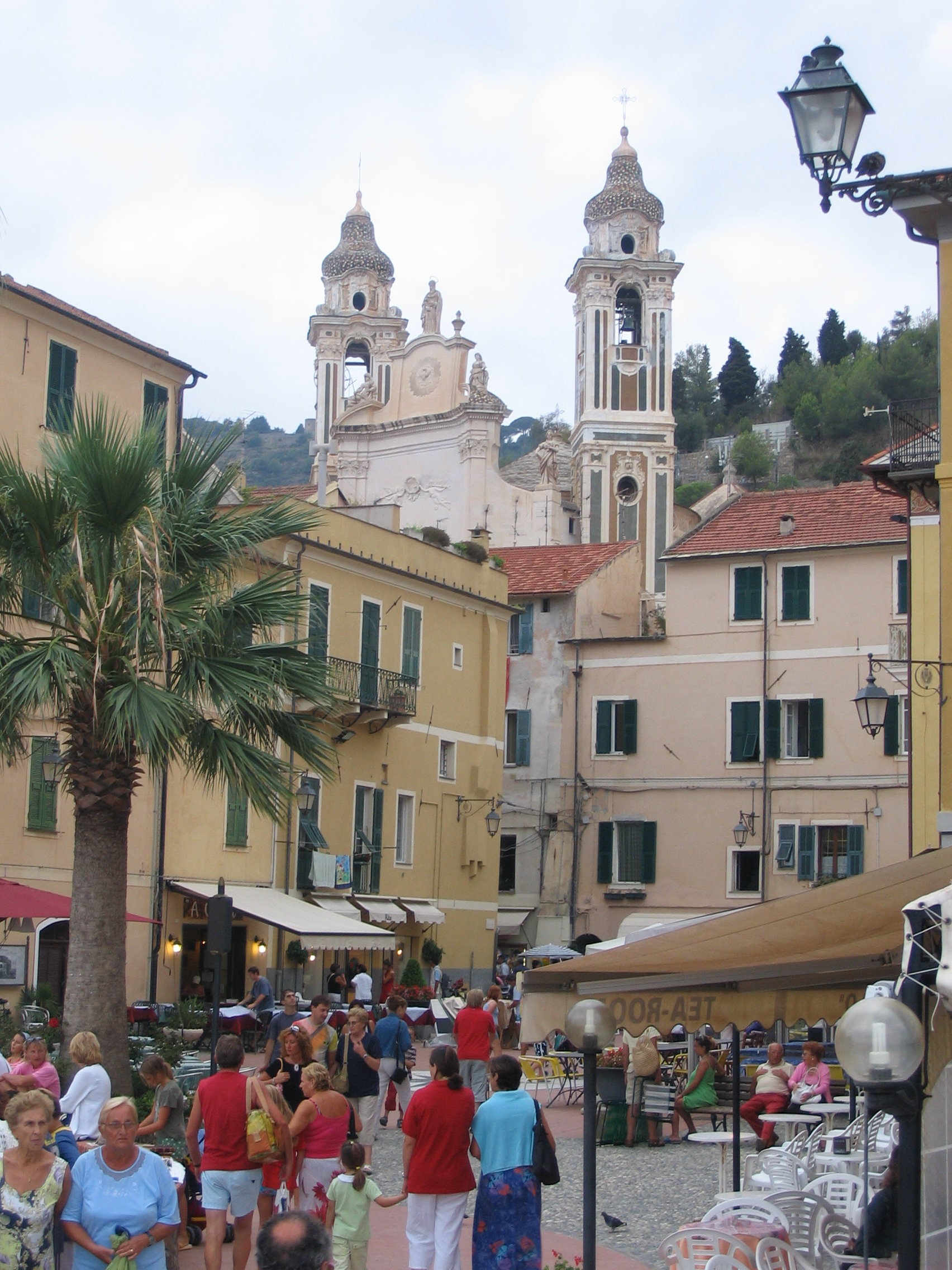
L'església de San Matteo
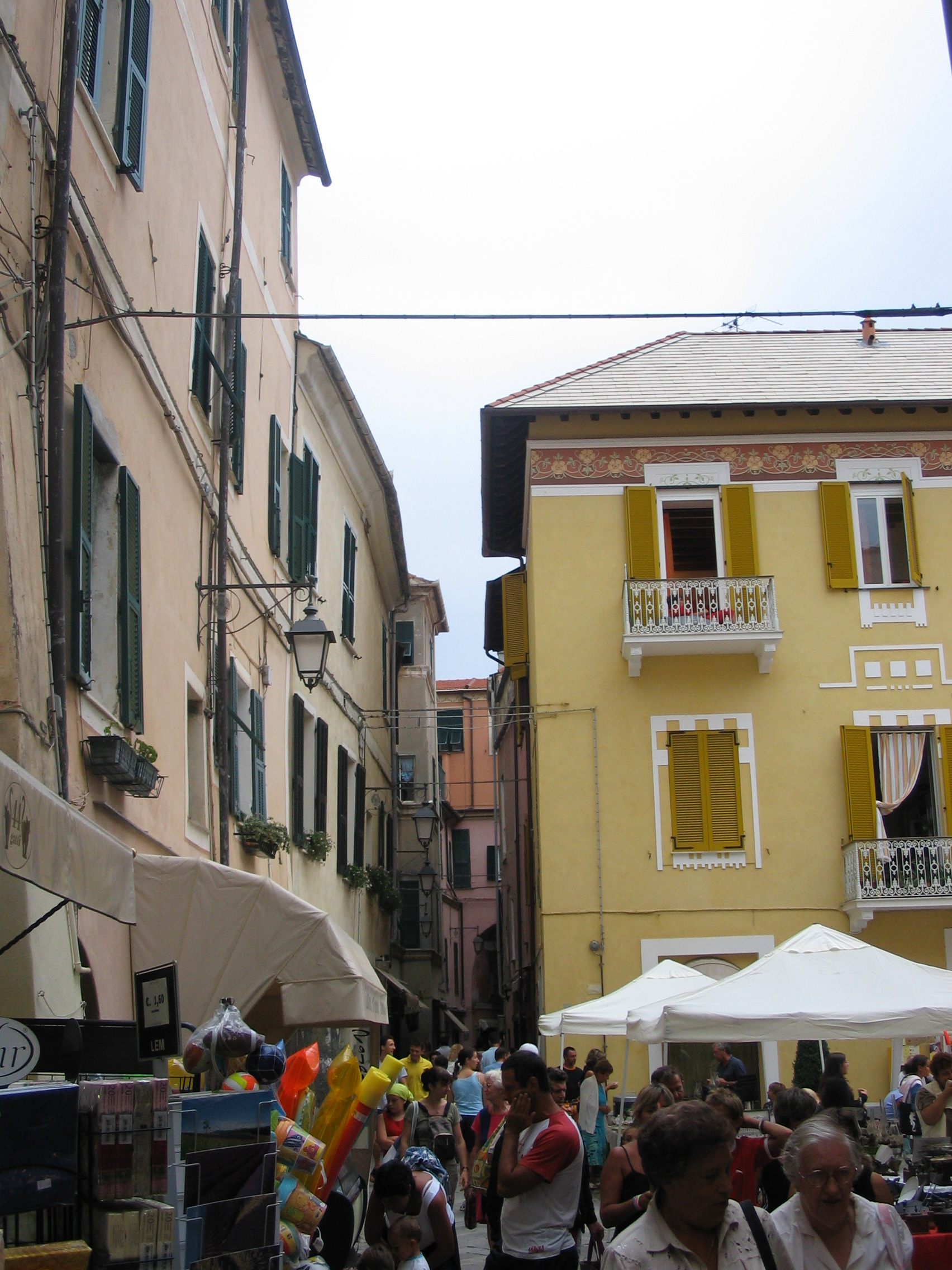
Scorcio de Laigueglia
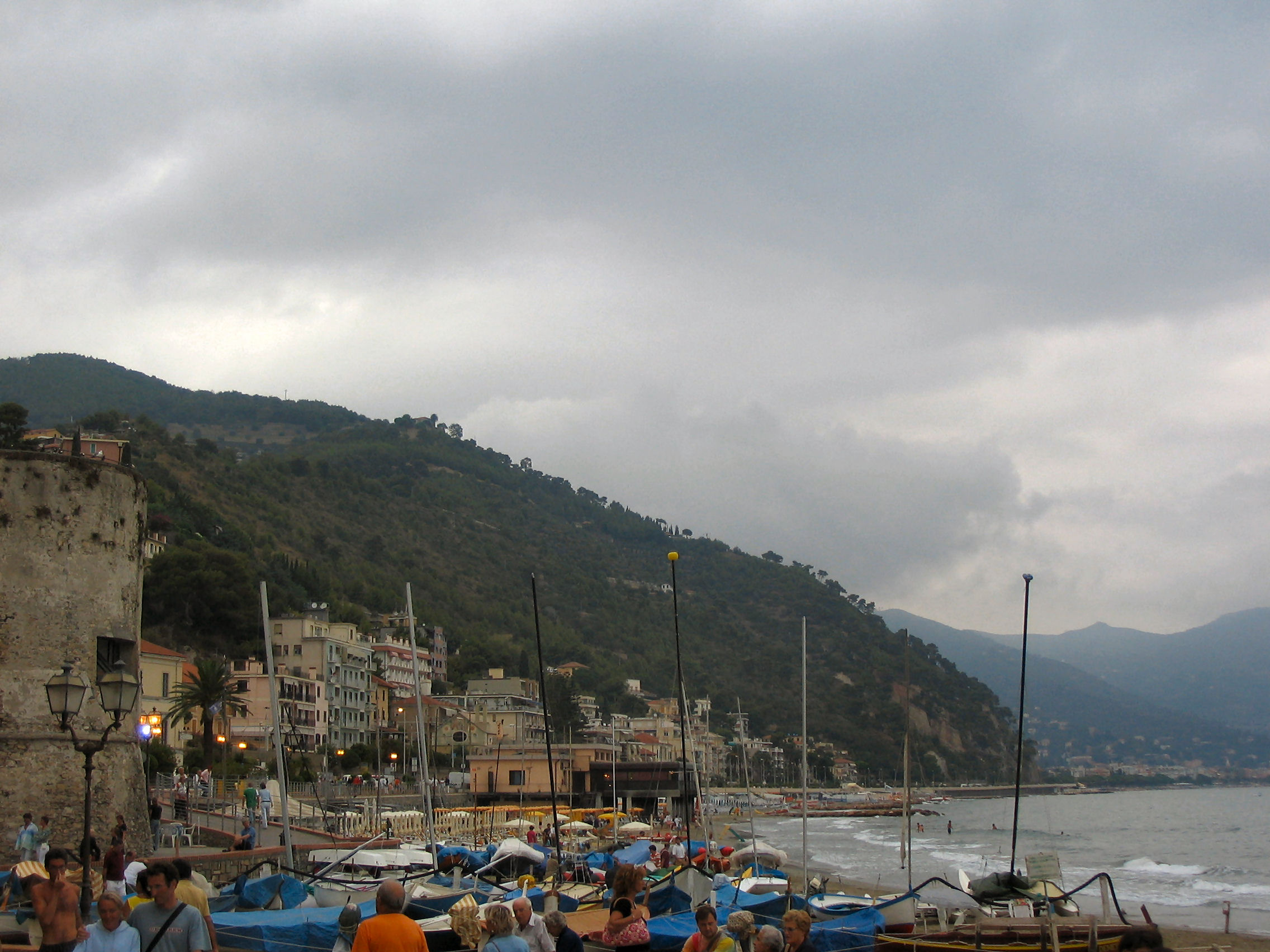
Scorcio de Laigueglia
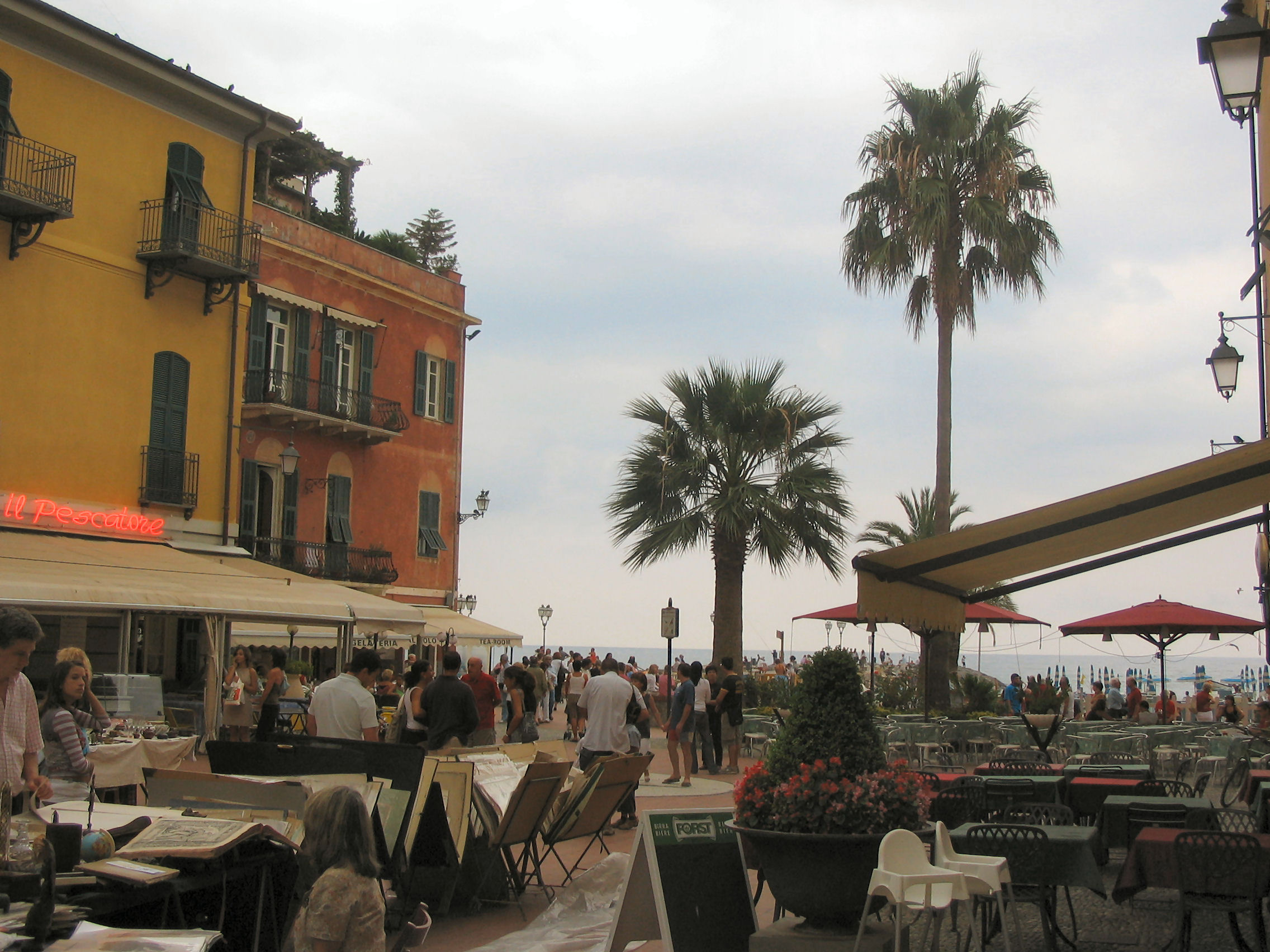
La plaça